# Dolomitas de Sesto, de Braies y de Ampezzo
Los Dolomitas de Sesto, de Braies y de Ampezzo (llamados también Dolomiti Nord-orientali; en italiano, Dolomiti di Sesto, di Braies e d'Ampezzo; en alemán Sextner, Pragser und Ampezzaner Dolomiten) son una subsección de los Dolomitas. La cima más alta es la del Antelao que alcanza los 3.264 m s. n. m.
Se encuentran en las regiones italianas del Véneto y del Trentino-Alto Adigio.
Constituyen la parte noreste de los Dolomitas.
Confinan:
- al norte con los Alpes Pustereses (en los Alpes de los Tauri occidentali) y separada de la Sella di Dobbiaco y de la Val Pusteria;
- al este con los Alpes Cárnicos (en los Alpes Cárnicos y de la Gail) y separada del paso de Monte Croce di Comelico;
- al sureste con los Prealpes Cárnicos (en los Alpes Cárnicos y de la Gail) y separada del curso del río Piave;
- al sur con las Dolomitas de Zoldo (en la misma sección alpina) y separada de la Forcella Forada;
- al oeste con los Dolomitas de Gardena y de Fassa (en la misma sección alpina) y separada del paso de Campolongo.

Girando en el sentido de las agujas del reloj los límites geográficos son: Sella de Dobbiaco, Valle di Sesto, Paso de Monte Croce de Comelico, torrente Padola, río Piave, torrente Boite, Forcella Forada, Val Fiorentina, torrente Cordevole, Paso de Campolongo, Val Badia, Val Pusteria, Sella de Dobbiaco.

## Cimas principales
- Antelao - 3.264 m
- Monte Cristallo - 3.221 m
- Punta dei Tre Scarperi- 3.152 m
- Croda Rossa d'Ampezzo - 3.146 m
- Croda dei Toni - 3.094 m
- Cima Cunturines - 3.064 m
- Tre Cime di Lavaredo - 2.999 m
- Cima Nove - 2.968 m
- Croda Rossa di Sesto - 2.965 m
- Cima Undici - 2.926 m
- Cadini di Misurina - 2.839 m
- Monte Rudo - 2.826 m
- Monte Paterno - 2.746 m
- Croda da Lago - 2.709 m
- Torre di Toblin - 2.617 m
- Cima Una - 2.598 m
- Sass de Stria - 2.477 m
- Col di Lana - 2.462 m
- Monte Serla - 2.378 m
- Cinque Torri - 2.361 m
- Monte Piana - 2.324 m
- Plan de Corones - 2.275 m
- Pomagagnon - 2.178 m